# Крива (Долни Кубин)
Крива (слч. Krivá) насељено је мјесто са административним статусом сеоске општине (слч. obec) у округу Долни Кубин, у Жилинском крају, Словачка Република.

## Становништво
| Година:    | 1994. | 2004.   | 2014.   | 2024.   |
| ---------- | ----- | ------- | ------- | ------- |
| Број људи: | 756   | 794     | 800     | 795     |
| Разлика:   |       | +5,02 % | +0,75 % | -0,62 % |

| Година:    | 2023. | 2024.   |
| ---------- | ----- | ------- |
| Број људи: | 816   | 795     |
| Разлика:   |       | -2,57 % |

Према подацима о броју становника из 2011. године насеље је имало 802 становника.